# پل آبی ماگدبورگ

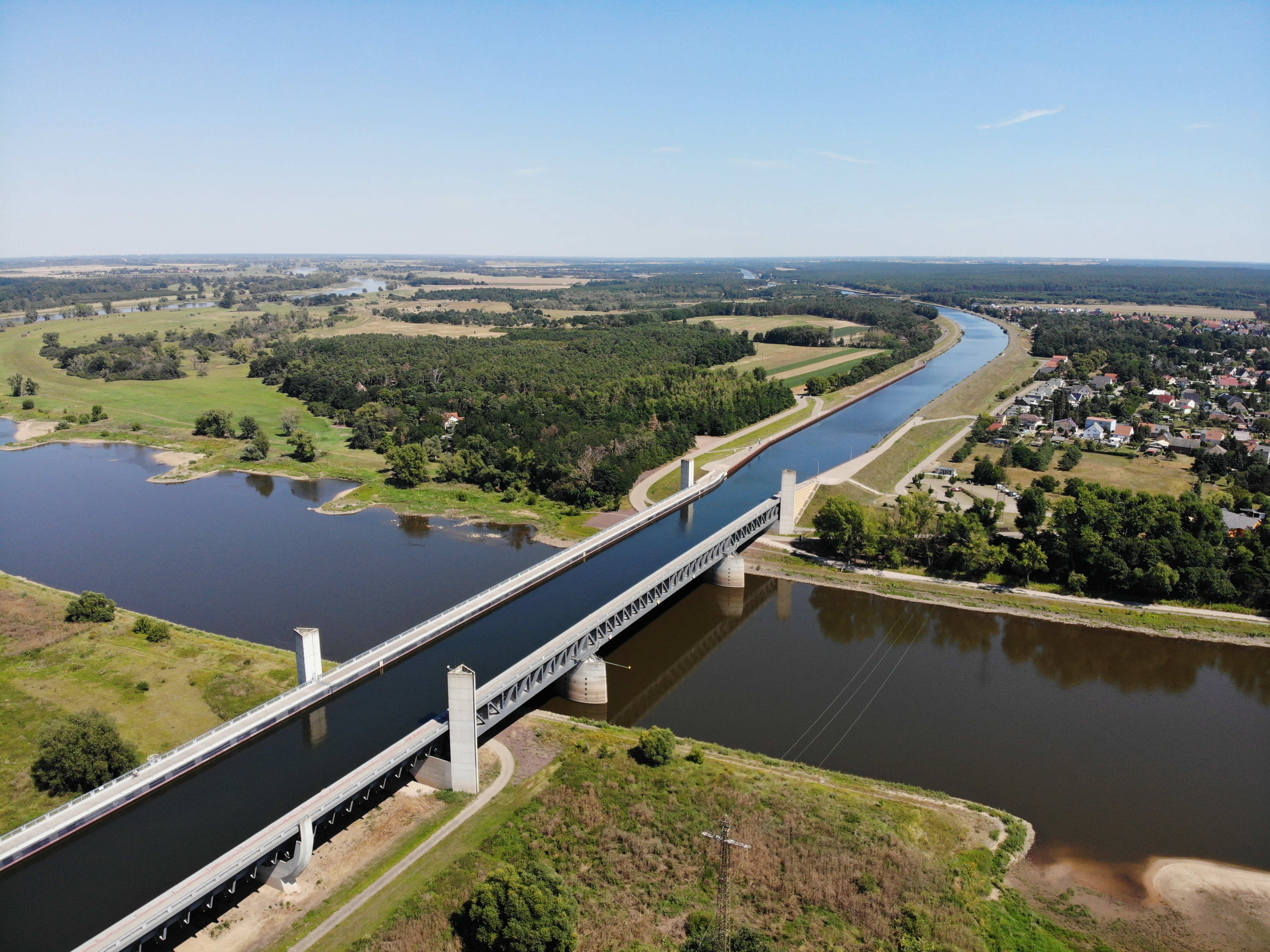
پل آبی ماگدبورگ

پل آبی ماگدبورگ (به آلمانی: Kanalbrücke Magdeburg) یک پل آبی بزرگ در مرکز آلمان است که در نزدیکی شهر ماگدبورگ واقع شده‌است. این پل آبی بزرگ‌ترین مسیر آبی دو طبقه در اروپاست که از روی رودخانه البه عبور می‌کنه و مستقیماً کانال میتل‌لند در غرب را به کانال البه-هافل در شرق رودخانه البه متصل می‌کند و به کشتی‌های تجاری بزرگ اجازه می‌دهد به‌سادگی بین غرب و شرق آلمان تردد کنند یا از کانال‌های غرب و شرق وارد رودخانهٔ البه شوند.

## تاریخچه
برنامه‌ریزی برای حفر کانال شرقی-غربی آلمان به ابتدای قرن بیستم بازمی‌گردد. کار حفر کانال میتل‌لند در سال ۱۹۰۵ آغاز شد و در حالی که کار بر روی کل پروژه تا سال ۱۹۴۲ ادامه داشت ساخت و سازها به دلیل جنگ جهانی دوم متوقف شدند. پس از جنگ، دولت آلمان شرقی کار در این پروژه را از سر نگرفت، زیرا تجارت شرق و غرب دیگر در چارچوب جنگ سرد مهم نبود. پس از اتحاد دوباره آلمان، باز شدن مجدد مسیرهای اصلی انتقال آب از شرق به غرب آلمان اهمیت این پروژه را بیش از پیش آشکار کرد. عملیات ساخت و ساز روی پل دوباره از سال ۱۹۹۸ آغاز شد و بعد از شش سال و با صرف هزینه‌ای حدود ۵۰۱٬۰۰۰٬۰۰۰ یورو به پایان رسید. اکنون پل آبی ماگدبورگ آبراه‌ها و رودخانه‌های داخلی برلین در شرق آلمان را با رود راین در غرب آلمان پیوند می‌دهد. در ساخت این پل ۲۴۰۰۰ تن فولاد و ۶۸۰۰۰ متر مکعب بتن بکار رفته‌است.